# Jakob Skarin
Lars Jakob Skarin, född 1 oktober 1964 i Ventlinge församling, är en svensk uppfinnare, företagare, musiker, tonsättare, manusförfattare med mera. Han är bror till Ola Salo.

## Biografi
Skarin är utbildad inom grafisk design och manusförfattande vid Berghs School of Communication 1989-1992. Han har varit verksam som art director vid Informationshuset i Småland 1985-1989 och sedan verkat som regissör och manusförfattare till bland annat Sveriges Televisions Bullen (1989), kortfilmen Tvättstugan (1993) och TV 4:s komediserie Rena rama Rolf (1994-1995) samt till den egna kortfilmen Tack (2001) och pjäsen Faran över (1996). Han har som skådespelare även medverkat i mindre roller som i filmen Meningen med Hugo (2012).
2004 startade han företaget JakeBox AB, där han också är vd, för internationell lansering av de egna uppfinningarna JakeBox och Ejector, specialdesignade, miljöanpassade konvolut för CD- och DVD-skivor och presentkort.
Han har skrivit musik och låttexter till artister som Rollergirl ("Geisha Dreams" 2002), Rainie Yangs album Not Yet a Woman (2008) och "Rip Your Heart Out" med Ola Salo till albumet Wilderness (2015). Som gitarrist är han också medlem i coverbandet 'Dom där, du vet' i Stockholm.
Skarin har under flera år samverkat med Bengt Palmers med musik- och musikalprojekt. Den 23 oktober 2015 hade deras gemensamma musikal Sällskapsresan – baserad på Lasse Åbergs film Sällskapsresan (1980) – urpremiär på Nöjesteatern i Malmö med nypremiär på Chinateatern i Stockholm hösten 2016.